# 高山棘豆
高山棘豆（学名：Oxytropis alpina）为豆科棘豆属下的一个种。